# Третьякова, Елена Ивановна
Елена Ивановна Третьякова — советский хозяйственный, государственный и политический деятель, Герой Социалистического Труда.

## Биография
Родилась в 1908 году в селе Островка. Член КПСС.
С 1931 года — на хозяйственной, общественной и политической работе. В 1931—1966 гг. — на научной и педагогической работе в Московском зоотехническом институте и в Научно-исследовательском институте птицеводства, инструктор сельскохозяйственного отдела и отдела животноводства в аппарате Московского горкома ВКП(б), первый секретарь Ленинского райкома КПСС, на партийной работе в Московской области.
Указом Президиума Верховного Совета СССР от 5 октября 1950 года присвоено звание Героя Социалистического Труда с вручением ордена Ленина и золотой медали «Серп и Молот».
Избиралась депутатом Верховного Совета РСФСР 3-го созыва.
Умерла 7 сентября 1993 года. Похоронена в Москве на Домодедовском кладбище.